# Чукалы (Башкортостан)
Чукалы (баш. Сокалы) — деревня в Балтачевском районе Республики Башкортостан Российской Федерации. Входит в состав Староянбаевского сельсовета.

## География
По описанию на конец XIX века «селение Чукалы расположена в низине, по обе стороны от р. Кундушлы, в средине участка, но ближе к северо-восточной границе, в 80 верстах от города Бирска, и в 3 верстах от водяной мельницы купца Балаева — главного места сбыта продуктов. Речка Кундушлы очень маловодная, но при селении на ней есть мельница».

### Географическое положение
Расстояние до:
- районного центра (Старобалтачёво): 25 км,
- центра сельсовета (Староянбаево): 5 км,
- ближайшей ж/д станции (Куеда): 92 км.

## История
По материалам Первой ревизии, в 1722 году в деревне были учтены 87 душ мужского пола служилых мещеряков.
В «Списке населенных мест по сведениям 1870 года», изданном в 1877 году, населённый пункт упомянут как деревня Чукалы 1-го стана Бирского уезда Уфимской губернии. Располагалась при речке Кундашле, слева от Кунгурского и Сибирского почтовых трактов, в 73 верстах от уездного города Бирска и в 38 верстах от становой квартиры в селе Аскине. В деревне, в 42 дворах жили 263 человека (132 мужчины и 131 женщина, мещеряки), были мечеть, 2 водяные мельницы.

## Население
| 2002 | 2009 | 2010 |
| ---- | ---- | ---- |
| 163  | ↘145 | ↘119 |

Национальный состав
Согласно переписи 2002 года, преобладающие национальности — татары (51 %), башкиры (45 %).

По описанию на конец XIX века проживали мещеряки-припущенники, военного звания, в числе 85 дворов и 115 ревизских душ по X ревизии.

## Инфраструктура
Личное подсобное хозяйство с зоной сельскохозяйственного использования, индивидуальная застройка усадебного типа.
Основа экономики — сельское хозяйство. По описанию на конец XIX века: «Надел в одном месте, получен от башкир-вотчинников Суплярской дачи. Изменения в угодьях: дровяной лес вырублен и теперь остался только молодняк. Пашня по отлогим склонам к востоку и западу, в 1,5 верстае от селения. Распахана лет 100 тому назад и сильно выпахана. Почва: суглинок с прлмесыо чернозема, темного цвета, средней плотности, глубиною 8 вершков. Подпочва — красноватая глина. На полях сорные травы. Севооборот — трехполье. Сеют: рожь, овес, гречу, просо и горох. Удобряют немногие. Пашут сабанами, отчасти сохами. В селение имеется 5 веялок. Огороды разводятся для себя. Скотоводство — хозяйственное. Скот — местных пород, пасется по пару, лугам, жнивью и лесу. Лес в 1 верстах от селения к югу, в одном месте. Лесонасаждение редкой полноты, испорченное скотом. Решено леса не рубить. Избы топят зимой соломой, а летом покупными дровами. В селение 1 бакалейная лавка и 2 водяные мельницы. Некоторые по отдельности сдают свою надельную землю односельчанам за деньги. Выгона нет. Сенокос суходольный, часть его запущена под выгон. Сена своего не хватает».
По СНМ 1896 деревня Чукалина при речке Кундашлинке входила в Байкибашевскую волость; мечеть, татарская школа, торговая лавка, 2 казенные мельницы.

## Транспорт
Деревня доступна автотранспортом. Остановка общественного транспорта «Чукалы». 